# Salim Ben Boina
Salim Ben Boina, né le 19 juillet 1991 à Marseille, est un footballeur franco-comorien. Il est international comorien de football mais également international français de football de plage.

## Biographie
Salim Ben Boina naît le 19 juillet 1991 à Marseille. Ses parents sont agent d’entretien et employé polyvalent de maison de retraite. Ben grandi dans la Tour Q à La Busserine. Le père est originaire de Foumbouni, une ville de la Grande Comore. Durant son enfance, il est souvent délégué de classe et siège au conseil d’administration. Il est aussi élu sportif de l’année par le Conseil Général et participe aux championnats départementaux UNSS. Le tout en pratiquant la danse Hip-Hop. Enfant, Ben est déjà très physique et possède des compétences athlétiques au-dessus de la moyenne. Avant le collège il pratique le tennis, le football et le basket. Au collège, c’est le volley-ball, le badminton et le ping-pong. En 2011, au Lycée Antonin Artaud des Balustres, il obtient son Baccalauréat Sciences et Techniques de l’Ingénieur (Bac STI).
En 2011, Ben joue à Bonneveine en PHA (niveau régional). Dans le même temps, il évolue avec la section beach-soccer du club et devient champion de France,.
Il remporte avec le même club les deux championnats suivants (2012 et 2013).
Il fait partie du groupe comorien convoqué en décembre 2021 pour participer à la Coupe d'Afrique des nations 2021 au Cameroun. Il se distingue en match de groupe contre le Maroc, arrêtant notamment un penalty ; il est élu homme du match, une première dans l'histoire de la sélection, malgré la défaite (2-0).

## Palmarès
Salim Ben Boina est champion de France de football de plage à trois reprises en 2011, 2012 et 2013.

## Statistiques
| Saison                | Club                  | Championnat           | Championnat | Championnat | Coupe(s) nationale(s) | Coupe(s) nationale(s) | Comores | Comores | Total | Total |
| Saison                | Club                  | Division              | M.          | B.          | M.                    | B.                    | M.      | B.      | M.    | B.    |
| 2012-2013             | AS Gardanne           | LMF                   | 7           | 0           | -                     | -                     | -       | -       | 7     | 0     |
| 2013-2014             | AS Gardanne           | LMF                   | -           | -           | -                     | -                     | -       | -       | 0     | 0     |
| Sous-total            | Sous-total            | Sous-total            | 7           | 0           | -                     | -                     | -       | -       | 7     | 0     |
| 2014-2015             | Marseille Consolat    | National              | 6           | 0           | -                     | -                     | -       | -       | 6     | 0     |
| 2015-2016             | Marseille Consolat    | National              | -           | -           | 1                     | 0                     | 6       | 0       | 7     | 0     |
| 2016-2017             | Marseille Consolat    | National              | 2           | 0           | 2                     | 0                     | 1       | 0       | 5     | 0     |
| 2017-2018             | Marseille Consolat    | National              | 3           | 0           | -                     | -                     | -       | -       | 3     | 0     |
| Sous-total            | Sous-total            | Sous-total            | 11          | 0           | 3                     | 0                     | 7       | 0       | 21    | 0     |
| Total sur la carrière | Total sur la carrière | Total sur la carrière | 18          | 0           | 3                     | 0                     | 7       | 0       | 28    | 0     |